# StreetDance: Załoga gwiazd
StreetDance: Załoga gwiazd (ang. All Stars) – brytyjska komedia z 2013 roku wyreżyserowana przez Bena Gregora. Wyprodukowana przez wytwórnię Vertigo Films.
Premiera filmu miała miejsce 3 maja 2013 w Wielkiej Brytanii.

## Opis fabuły
Dwóch nastoletnich dzieci – Ethan (Theo Stevenson) i Jaden (Akai Osei-Mansfield) chcą zapobiec likwidacji ich ulubionego klubu. Aby zdobyć pieniądze, postanawiają namówić ochotników do zaprezentowania na scenie swoich talentów.

## Obsada
Źródło: Filmweb
- Theo Stevenson jako Ethan
- Akai Osei-Mansfield jako Jaden
- Ashley Jensen jako Gina
- Fleur Houdijk jako Amy
- Dominic Herman-Day jako Tim
- Amelia Clarkson jako Rebecca
- Gamal Toseafa jako Brian
- Hanae Atkins jako Lucy
- Kimberley Walsh jako Trish
- Kieran Lai jako Kurt
- Ashley Walters jako Mark
- Javine Hylton jako Kelly
- Kevin Bishop jako Andy

i inni.